# Андроновська сільська рада
Андро́новська сільська рада (рос. Андроновский сельский совет) — сільське поселення у складі Тюменцевського району Алтайського краю Росії.
Адміністративний центр та єдиний населений пункт — село Андроново.

## Населення
Населення — 422 особи (2019; 507 в 2010, 643 у 2002).